# Aleš Bárta (zdravotník)
Aleš Bárta (* 1966, Pardubice) je český zdravotník. Je zakladatelem nemocnice v západokeňském městě Itibo, která funguje v rámci projektů organizace ADRA.

## Působení v Keni
Před odchodem do Afriky, kde s přestávkami působí od roku 2005, pracoval 16 let v úrazové medicíně. K odchodu na misi ho přimělo tsunami v roce 2004; jeho prvním působištěm se stala Srí Lanka. Potom s kolegy hledal vhodné místo k práci v Keni, až po měsíci ježdění našli Itibo: „Splňovalo všechny naše představy, byla tam velká nemocnost, zchátralé zdravotní středisko a všude bylo daleko k lékaři.“ V oblasti je vysoký výskyt malárie a největší procento HIV pozitivních v Keni. „Když jsme tam přišli, byli jsme pro mnohé první běloši, které viděli. Děti před námi utíkaly," dodává Bárta.
Vybavení nemocnice se postupně zlepšuje, lékaři se zde však musejí naučit obejít se bez vyspělé diagnostiky. Mezi případy, kterými se tu kromě běžných chorob a úrazů zabývají, patří například zranění způsobená v souvislosti s černou magií nebo případy domácího násilí, pramenící z naprosto nerovnoprávného postavení žen v oblasti. Právě domácí násilí jej od počátku jeho působení silně rozhořčovalo, musel se však podle svých slov „naučit do některých věcí nezasahovat“. Velká část úrazů vzniká v souvislosti s tím, že základním pracovním nástrojem je zde mačeta. Kromě pracovních úrazů jsou však častá i napadení. Další zranění vyplývají z nehod při jízdě na motocyklech. Časté jsou otravy herbicidy nebo insekticidy, způsobené však nikoli nešťastnou náhodou, ale záměrným sebepoškozováním.
V Africe Bártu drží potřeba nemocnici dál rozvíjet i to, jakých výsledků zde lékaři dosáhli. Zdravotníkům se zde např. podařilo snížit dětskou úmrtnost na relativně běžné choroby, na polovinu klesla úmrtnost novorozenců. V prvních letech v nemocnici ošetřovali asi 500 pacientů za rok, časem jejich počet výrazně vzrostl.
Provoz nemocnice je závislý na sponzorech. Lékaři dostávají od ADRY letenku, plat a diety však nikoli. „Já jsem naštěstí něco zrestituoval, tak občas prodám nějakou parcelu," uvedl Bárta.
V roce 2016 mu byla řádem milosrdných bratří udělena Cena Celestýna Opitze za vzor v péči o nemocné a potřebné.